# Alice Piérot
 (février 2024).
Alice Piérot est une violoniste baroque française.

## Biographie
Alice Piérot effectue ses études musicales dans les conservatoires d'Avignon et Marseille puis au Conservatoire national supérieur de musique de Lyon où elle obtient son diplôme en 1988.[réf. souhaitée]
Elle s'oriente alors vers la musique baroque et devient premier violon de l'orchestre de Marc Minkowski, Les Musiciens du Louvre et enregistre notamment des opéras, symphonies, Concerti Grossi, ... de Rameau, Mondonville, Mehul, Haendel, Marais, Stradella, ... (parus chez Erato).[source insuffisante]
Elle effectue parallèlement des enregistrements avec l'ensemble Concerto Rococo de Jean-Patrice Brosse, pour les Disques Verany (Schobert) et l'ensemble Les Nièces de Rameau (Florence Malgoire, Marianne Muller, Aline Zylberajch, Claire Giardelli) (CPE Bach, Rameau, Purcell).[réf. souhaitée]
En qualité de musicienne de chambre, elle fonde avec la claveciniste Elisabeth Geiger Les Veilleurs de nuit  (enregistrement des Sonates du Rosaire de Heinrich Biber pour le label Alpha)  ; le trio à cordes Anpapié (avec Fanny Paccoud, alto et Elena Andreyev, violoncelle) et joue en duo avec la piano-fortiste Aline Zylberajch[source insuffisante]. Elle est aujourd'hui le premier-violon régulier de l'ensemble Amarillis (Héloïse Gaillard) .
En 2004, elle entre comme premier violon dans l’ensemble d'Hervé Niquet, le Concert Spirituel et est soliste au Parlement de Musique que dirige Martin Gester.
Alice Piérot a enseigné le violon baroque dans les CRR de Strasbourg et Aix-en-Provence.[source insuffisante]
En 2002 Alice Piérot investit une ancienne usine proche d'Avignon et la transforme en vaste vaisseau musical, La Courroie], qui accueille aujourd’hui concerts, résidences, créations et enregistrements, expérimentant de nouvelles formes de diffusion et de pratiques de la musique, de la plus ancienne à la plus contemporaine.

## Discographie
Elle a enregistré notamment pour les labels Zig-zag territoires, Opus 111, Verany, Accord, Alpha, Son an Ero et harmonia mundi
- Bach, Sonates pour violon et clavecin, BWV 1014-1019 - Martin Gester, orgue (9-13 septembre 1993, 2CD Decca/Accord 205322)
- Bach, l'Art de la Fugue, BWV 1080, Les inAttendus (Vincent Lhermet : accordéon, Marianne Muller: viole de Gambe, Alice Pierot: violon)
- CPE Bach, Sanguineus et Melancholicus : Sonates en trio Wq 146, 147, 148, 161 - Les Nièces de Rameau : Florence Malgoire, violon ; Alice Piérot, violon ; Marianne Muller, viole de gambe ; Aline Zylberajch, clavecin (21-25 octobre 2002, Zig Zag Territoires ZZT 030701)[2] (OCLC 658983297)
- CPE Bach, Testament et Promesses - Aline Zylberajch (2012, L’Encelade) (OCLC 906718020)
- Biber, Sonates du Rosaire - Les Veilleurs de Nuit : Alice Piérot, violon et dir. ; Marianne Müller, viole de gambe ; Pascal Monteilhet, théorbe ; Elisabeth Geiger, claviorganum (2003, Alpha) (OCLC 57027832)
- Blondeau, Quatuors d'après les sonates de Beethoven - Quatuor Ad Fontes : Alice Piérot et Enrico Parizzi, violons ; Monica Ehrsam, alto ; Reto Cuonz, violoncelle (février 2004, Alpha) (OCLC 62304086)
- Leclair, Récréations de musique pour 2 violons & basse continue - Les Nièces de Rameau : Marianne Muller, Florence Malgoire, Claire Giardelli, Aline Zylberach (1993, Verany PV 794 001)[3]
- Mozart, "Mozart à vingt ans" concerto pour violon en La Majeur KV 219 - l'Orchestre du Jour - direction Alice Pierot (2017 label Son an ero)
- Purcell, Sonates en trio à trois & quatre parties - Les Nièces de Rameau : Florence Malgoire, Alice Piérot, Claire Giardelli, Marianne Muller, Aline Zylberajch (1995, Verany)
- Rameau, Pièces de clavecin en concerts - Les Nièces de Rameau : Florence Malgoire et Alice Piérot (violons) ; Marianne Muller (Viole de gambe) ; Aline Zylberajch (Clavecin) (23-25 février 1998, Accord) (OCLC 492047896)
- Schobert, Trios avec clavecin - Jean-Patrice Brosse, clavecin (13-14 décembre 1990, Verany PV 791042)

### Avec l'ensembleAmarillis
- 2011 : « Ferveur et Extase » - Stéphanie d'Oustrac, mezzo-soprano ; Amarillis ; Héloïse Gaillard, Violaine Cochard (20-23 septembre 2010, Ambronay Editions)[4] (OCLC 942667394)
- 2014 : « Jean-Philippe Rameau : Cantates et Pièces de clavecin en concert » - Mathias Vidal, ténor ; Ensemble Amarillis : Héloïse Gaillard, hautbois baroque et recorder ; Violaine Cochard, clavecin ; Alice Piérot, violon ; Marianne Muller, viole de gambe (Naïve Records)[5] (OCLC 892635219)
- 2015 : « Antoine Dauvergne & Gérard Pesson – Les Troqueurs et La Double Coquette » - Jaël Azzaretti, Isabelle Poulenard ; Héloïse Gaillard (décembre 2015, 2CD NoMadMusic) [6] (OCLC 930922468)
- 2016 : « Pergolesi : Stabat Mater » - Sonya Yoncheva (soprano) et Karine Deshayes (contralto) ; Amarillis : Héloïse Gaillard (flûte à bec), Violaine Cochard (clavecin & orgue positif), Alice Piérot (premier violon), Sandrine Dupé, Louis Créac'h (violons I), Olivier Briand, Diana Lee, Koji Yoda (violons II), Fanny Paccoud, Laurent Muller (altos), Annabelle Luis, Frédéric Baldassare (violoncelles), Gautier Blondel (contrebasse), Bruno Helstroffer (théorbe). (Sony classical 88985369642)[7]
- 2017 : « Effervescence concertante » - Amarillis : Héloïse Gaillard (flûte à bec et hautbois baroque), Violaine Cochard (clavecin), Amélie Michel (traverso), Meillane Wilmotte (flûte à bec et traverso), Alice Piérot (violon concertant), David Plantier (violon I), Alix Boivert (violon II et alto), Laurent Muller-Poblocki (alto), Annabelle Luis (violoncelle), Ludovic Coutineau (contrebasse). (Evidence classics EVCD 032)[8]
- 2018 : « Handel - Melodies in Mind » - Amarillis : Héloïse Gaillard (flûtes à bec), Alice Piérot (violon), Annabelle Luis (violoncelle), Violaine Cochard (clavecin), Florent Marie (théorbe). (Evidence classics)